# Laurence Muller-Bronn
Pour les articles homonymes, voir Muller et Bronn.
Laurence Muller-Bronn, née le 4 novembre 1961, est une femme politique française. Apparentée au groupe Les Républicains, elle est élue sénatrice du Bas-Rhin le 27 septembre 2020.

## Biographie

### Carrière politique
Elle commence sa carrière politique en 2001 en qualité d'adjointe au maire puis de Maire en 2014 de la commune de Gerstheim.
En 2008, elle est vice-présidente de la Communauté de communes du Rhin, puis, en 2017, de la Communauté de communes du Canton d'Erstein (créée par fusion de 3 communautés de communes). Réélue en 2020.
Elle est la suppléante de Francis Grignon lors des élections départementales de 2008. À la suite de la démission de ce dernier, elle devient, le 1er avril 2014, conseillère générale du Bas-Rhin. Elle est réélue, en binôme avec Denis Schultz, maire de Sand, aux élections départementales de 2015 pour le canton d'Erstein et devient 2e vice-présidente aux côtés de Frédéric Bierry.
Elle est  réélue conseillère d'Alsace aux élections départementales de juin 2021. Elle œuvre en tant que vice-Présidente déléguée au tourisme au sein de le Collectivité européenne d’Alsace.

Laurence Muller-Bronn et André Reichardt

En 2020, le sénateur André Reichardt lui propose d’être candidate, en 2e position, sur la liste « Les voix de l’Alsace » et elle est élue. Elle laisse son poste de maire le 5 janvier 2021 en raison de la loi organique n°2014-125 encadrant le cumul des mandats pour les parlementaires. 
Elle fait partie de la commission Aménagement du territoire et développement durable du Sénat du Sénat jusqu'en septembre 2023 avant de rejoindre la commission des affaires sociales pour la seconde partie de son mandat 
Laurence Muller-Bronn est nommée rapporteure pour la proposition de loi sur l'hydroélectricité en France
En 2024, elle est désignée rapporteur pour la proposition de loi pour améliorer la prise en charge de la sclérose latérale amyotrophique et d'autres maladies évolutives graves. Ce texte dont l'examen était programmé le 10 juin est actuellement en attente en raison de la dissolution de l'Assemblée Nationale